# Sommer-Paralympics 2016/Teilnehmer (Brasilien)
| stlisierte Goldmedaille | stlisierte Silbermedaille | stlisierte Bronzemedaille |
| ----------------------- | ------------------------- | ------------------------- |
| 14                      | 29                        | 29                        |

Brasilien entsandte 102 Athletinnen und 184 Athleten zu den Paralympischen Sommerspielen 2016 in Rio de Janeiro, die in 22 Sportarten antraten. Damit war die Mannschaft des Gastgebers die zweitgrößte nach der Mannschaft der Volksrepublik China mit 307 Sportlern. Fahnenträger für Brasilien bei der Eröffnungsfeier war die Leichtathletin Shirlene Coelho.

## Medaillen

### Medaillenspiegel
| Rang   | Sportart          | Gold | Silber | Bronze | Gesamt |
| ------ | ----------------- | ---- | ------ | ------ | ------ |
| 1      | Leichtathletik    | 8    | 14     | 11     | 33     |
| 2      | Schwimmen         | 4    | 7      | 8      | 19     |
| 3      | Boccia            | 1    | 1      | 0      | 2      |
| 4      | 5er-Fußball       | 1    | 0      | 0      | 1      |
| 5      | Judo              | 0    | 4      | 0      | 4      |
| 6      | Tischtennis       | 0    | 1      | 3      | 4      |
| 7      | Radsport (Straße) | 0    | 1      | 1      | 2      |
| 8      | Powerlifting      | 0    | 1      | 0      | 1      |
| 9      | Reiten            | 0    | 0      | 2      | 2      |
| 10     | 7er-Fußball       | 0    | 0      | 1      | 1      |
| 10     | Goalball          | 0    | 0      | 1      | 1      |
| 10     | Parakanu          | 0    | 0      | 1      | 1      |
| 10     | Sitzvolleyball    | 0    | 0      | 1      | 1      |
| Gesamt | Gesamt            | 14   | 29     | 29     | 72     |

## Teilnehmer nach Sportart

### Boccia
| Mixed                                                                               |            |                     |      |   |   |               |               |                        |               |               |               |    |
| Jose Carlos Chagas de Oliveira                                                      | Einzel BC1 | Sun K.              | 3:2  | 2 | 2 | A. Marques    | 3:4           | ausgeschieden          | ausgeschieden | ausgeschieden | ausgeschieden | 5  |
| Jose Carlos Chagas de Oliveira                                                      | Einzel BC1 | Y. Fujii            | 5:1  | 2 | 2 | A. Marques    | 3:4           | ausgeschieden          | ausgeschieden | ausgeschieden | ausgeschieden | 5  |
| Jose Carlos Chagas de Oliveira                                                      | Einzel BC1 | P. Tadtong          | 1:8  | 2 | 2 | A. Marques    | 3:4           | ausgeschieden          | ausgeschieden | ausgeschieden | ausgeschieden | 5  |
| Maciel Sousa Santos                                                                 | Einzel BC2 | S. Gonzalez         | 7:2  | 1 | 2 | ausgeschieden | ausgeschieden | ausgeschieden          | ausgeschieden | ausgeschieden | ausgeschieden | 9  |
| Maciel Sousa Santos                                                                 | Einzel BC2 | Jeong S.-y.         | 3:4  | 1 | 2 | ausgeschieden | ausgeschieden | ausgeschieden          | ausgeschieden | ausgeschieden | ausgeschieden | 9  |
| Lucas de Araujo                                                                     | Einzel BC2 | A. Valente          | 1:4  | 1 | 2 | ausgeschieden | ausgeschieden | ausgeschieden          | ausgeschieden | ausgeschieden | ausgeschieden | 9  |
| Lucas de Araujo                                                                     | Einzel BC2 | Zhong K.            | 9:0  | 1 | 2 | ausgeschieden | ausgeschieden | ausgeschieden          | ausgeschieden | ausgeschieden | ausgeschieden | 9  |
| Evelyn de Oliveira                                                                  | Einzel BC3 | K. Vasicek          | 6:1  | 2 | 1 | Yoo W.-j.     | 0:6           | ausgeschieden          | ausgeschieden | ausgeschieden | ausgeschieden | 5  |
| Evelyn de Oliveira                                                                  | Einzel BC3 | A. Costa            | 6:1  | 2 | 1 | Yoo W.-j.     | 0:6           | ausgeschieden          | ausgeschieden | ausgeschieden | ausgeschieden | 5  |
| Antonio Leme                                                                        | Einzel BC3 | S. N. Toh           | 2:6  | 0 | 3 | ausgeschieden | ausgeschieden | ausgeschieden          | ausgeschieden | ausgeschieden | ausgeschieden | 17 |
| Antonio Leme                                                                        | Einzel BC3 | M. Bjurstroem       | 0:5  | 0 | 3 | ausgeschieden | ausgeschieden | ausgeschieden          | ausgeschieden | ausgeschieden | ausgeschieden | 17 |
| Dirceu Jose Pinto                                                                   | Einzel BC4 | Lau W. Y.           | 2:9  | 1 | 4 | ausgeschieden | ausgeschieden | ausgeschieden          | ausgeschieden | ausgeschieden | ausgeschieden | 13 |
| Dirceu Jose Pinto                                                                   | Einzel BC4 | P. Clara            | 5:6  | 1 | 4 | ausgeschieden | ausgeschieden | ausgeschieden          | ausgeschieden | ausgeschieden | ausgeschieden | 13 |
| Dirceu Jose Pinto                                                                   | Einzel BC4 | S. McGuire          | 6:2  | 1 | 4 | ausgeschieden | ausgeschieden | ausgeschieden          | ausgeschieden | ausgeschieden | ausgeschieden | 13 |
| Eliseu dos Santos                                                                   | Einzel BC4 | K. Steer            | 10:0 | 1 | 3 | ausgeschieden | ausgeschieden | ausgeschieden          | ausgeschieden | ausgeschieden | ausgeschieden | 9  |
| Eliseu dos Santos                                                                   | Einzel BC4 | S. Andrejcik        | 1:7  | 1 | 3 | ausgeschieden | ausgeschieden | ausgeschieden          | ausgeschieden | ausgeschieden | ausgeschieden | 9  |
| Eliseu dos Santos                                                                   | Einzel BC4 | P. Larpyen          | 2:5  | 1 | 3 | ausgeschieden | ausgeschieden | ausgeschieden          | ausgeschieden | ausgeschieden | ausgeschieden | 9  |
| Antonio Leme Evani Soares da Silva Evelyn de Oliveira                               | Doppel BC3 | Belgien             | 4:2  | 2 | 2 | —             | —             | Singapur               | 6:2           | Südkorea      | 5:2           |    |
| Antonio Leme Evani Soares da Silva Evelyn de Oliveira                               | Doppel BC3 | Kanada              | 11:2 | 2 | 2 | —             | —             | Singapur               | 6:2           | Südkorea      | 5:2           |    |
| Antonio Leme Evani Soares da Silva Evelyn de Oliveira                               | Doppel BC3 | Südkorea            | 1:4  | 2 | 2 | —             | —             | Singapur               | 6:2           | Südkorea      | 5:2           |    |
| Eliseu dos Santos Dirceu Jose Pinto Marcelo dos Santos                              | Doppel BC4 | Kanada              | 3:4  | 2 | 2 | —             | —             | Vereinigtes Königreich | 4:2           | Slowakei      | 2:4           |    |
| Eliseu dos Santos Dirceu Jose Pinto Marcelo dos Santos                              | Doppel BC4 | Thailand            | 2:4  | 2 | 2 | —             | —             | Vereinigtes Königreich | 4:2           | Slowakei      | 2:4           |    |
| Eliseu dos Santos Dirceu Jose Pinto Marcelo dos Santos                              | Doppel BC4 | Volksrepublik China | 4*:4 | 2 | 2 | —             | —             | Vereinigtes Königreich | 4:2           | Slowakei      | 2:4           |    |
| Jose Carlos Chagas de Oliveira Maciel Sousa Santos Guilherme Moraes Lucas de Araujo | Team BC1/2 | Hongkong            | 5:4  | 2 | 1 | Portugal      | 5:6           | ausgeschieden          | ausgeschieden | ausgeschieden | ausgeschieden | 5  |
| Jose Carlos Chagas de Oliveira Maciel Sousa Santos Guilherme Moraes Lucas de Araujo | Team BC1/2 | Spanien             | 8:1  | 2 | 1 | Portugal      | 5:6           | ausgeschieden          | ausgeschieden | ausgeschieden | ausgeschieden | 5  |

### Bogenschießen
| Athleten                                | Wettbewerb    | Qualifikation | Qualifikation | 1. Runde       | 1. Runde | Achtelfinale  | Achtelfinale  | Viertelfinale  | Viertelfinale | Halbfinale    | Halbfinale    | Finale          | Finale        | Rang |
| Athleten                                | Wettbewerb    | Ringe         | Rang          | Gegner         | Ergebnis | Gegner        | Ergebnis      | Gegner         | Ergebnis      | Gegner        | Ergebnis      | Gegner          | Ergebnis      | Rang |
| --------------------------------------- | ------------- | ------------- | ------------- | -------------- | -------- | ------------- | ------------- | -------------- | ------------- | ------------- | ------------- | --------------- | ------------- | ---- |
| Männer                                  |               |               |               |                |          |               |               |                |               |               |               |                 |               |      |
| Andrey Muniz de Castro                  | Compound Open | 661           | 20            | Lee O.-s.      | 140:139  | M. Stutzman   | 142:141       | A. Shelby      | 135:136       | ausgeschieden | ausgeschieden | ausgeschieden   | ausgeschieden | 5    |
| Francisco Cordeiro                      | Recurve Open  | 594           | 17            | D. Philips     | 2:6      | ausgeschieden | ausgeschieden | ausgeschieden  | ausgeschieden | ausgeschieden | ausgeschieden | ausgeschieden   | ausgeschieden | 17   |
| Luciano Rezende                         | Recurve Open  | 557           | 27            | R. Airoldi     | 6:0      | Zhao L.       | 6:4           | M. Szarszewski | 6:4           | H. Netsiri    | 0:6           | E. Ranjbarkivaj | 1:7           | 4    |
| Diogo de Souza                          | Recurve Open  | 550           | 30            | M. Szarszewski | 1:7      | ausgeschieden | ausgeschieden | ausgeschieden  | ausgeschieden | ausgeschieden | ausgeschieden | ausgeschieden   | ausgeschieden | 17   |
| Frauen                                  |               |               |               |                |          |               |               |                |               |               |               |                 |               |      |
| Jane Karla Gogel                        | Compound Open | 655           | 3             | —              | —        | N. Hirasawa   | 140:131       | Lin Y.         | 139:141       | ausgeschieden | ausgeschieden | ausgeschieden   | ausgeschieden | 5    |
| Fabiola Dergovics                       | Recurve Open  | 551           | 20            | W. Khuthawisap | 4:6      | ausgeschieden | ausgeschieden | ausgeschieden  | ausgeschieden | ausgeschieden | ausgeschieden | ausgeschieden   | ausgeschieden | 17   |
| Thais Silva Carvalho                    | Recurve Open  | 517           | 28            | Lin D.         | 7:3      | I. Melle      | 4:6           | ausgeschieden  | ausgeschieden | ausgeschieden | ausgeschieden | ausgeschieden   | ausgeschieden | 9    |
| Patricia Layolle                        | Recurve Open  | 461           | 32            | Wu C.          | 0:6      | ausgeschieden | ausgeschieden | ausgeschieden  | ausgeschieden | ausgeschieden | ausgeschieden | ausgeschieden   | ausgeschieden | 17   |
| Mixed                                   |               |               |               |                |          |               |               |                |               |               |               |                 |               |      |
| Andrey Muniz de Castro Jane Karla Gogel | Compound Team | 1316          | 6             | —              | —        | —             | —             | Türkei         | 145:147       | ausgeschieden | ausgeschieden | ausgeschieden   | ausgeschieden | 5    |
| Francisco Cordeiro Fabiola Dergovics    | Recurve Team  | 1145          | 12            | —              | —        | Südkorea      | 5:1           | Italien        | 2:6           | ausgeschieden | ausgeschieden | ausgeschieden   | ausgeschieden | 5    |

### 5er-Fußball
| Wettbewerb   | Männer |
| ------------ | --- |
| Athleten     | Marcos Alves Raimundo Mendes Jeferson Goncalves Damiao Ramos Cassio Reis Ricardo Alves Tiago Da Silva Mauricio Tchopi Dumbo |
| Gruppenphase | Marokko (3:1) Türkei (2:0) Iran (0:0)                                                                                       |
| Halbfinale   | Volksrepublik China (2:1)                                                                                                   |
| Finale       | Iran (1:0) |
| Rang         | Gold |

### 7er-Fußball
| Wettbewerb       | Männer |
| ---------------- | --- |
| Athleten         | Fernandes Celso Alves Vieira Marcos dos Santos Ferreira Jose Carlos Monteiro Guimaraes Wanderson Silva de Oliveira Diego Delgado da Silva Fabrizio Nascimento de Oliveira Felipe Rafael da Silva Gomes Gilvano Diniz da Silva Hudson Hyure do Carmo Januario Igor Romero Rocha Jonatas Santos Machado Leandro Goncalves do Amaral Maycon Ferreira de Almeida Wesley Martins de Souza |
| Gruppenphase     | Vereinigtes Königreich (2:1) Irland (7:1) Ukraine (1:2) |
| Halbfinale       | Iran (0:5) |
| Spiel um Platz 3 | Niederlande (3:1) |
| Rang             | Bronze |

### Goalball
| Wettbewerb       | Männer | Frauen |
| ---------------- | --- | --- |
| Athleten         | Alexsander Celente Jose Roberto Ferreira De Oliveira Romario Marques Leomon Moreno Alex de Melo Josemarcio Sousa | Neusimar Clemente dos Santos Ana Carolina Duarte Ruas Custodio Claudia Paula Goncalves De Amorim Oliviera Victoria Amorim Gleyse Portioli Simone Rocha |
| Gruppenphase     | Schweden (9:6) Kanada (11:3) Algerien (12:2) Deutschland (10:4)                                                  | Vereinigte Staaten (7:3) Japan (1:2) Israel (7:2) Algerien (10:0)                                                                                      |
| Viertelfinale    | Volksrepublik China (10:3)                                                                                       | Ukraine (10:0) |
| Halbfinale       | Vereinigte Staaten (1:10)                                                                                        | Volksrepublik China (3:4) |
| Spiel um Platz 3 | Schweden (6:5)                                                                                                   | Vereinigte Staaten (2:3) |
| Rang             | Bronze | 4 |

### Judo
| Athleten                      | Wettbewerb         | 1. Runde        | 1. Runde | 1. Hoffnungsrunde | 1. Hoffnungsrunde | Viertelfinale | Viertelfinale | 2. Hoffnungsrunde | 2. Hoffnungsrunde | Halbfinale            | Halbfinale    | Kampf um Gold/Bronze | Kampf um Gold/Bronze | Rang |
| Athleten                      | Wettbewerb         | Gegner          | Erg.     | Gegner            | Erg.              | Gegner        | Erg.          | Gegner            | Erg.              | Gegner                | Erg.          | Gegner               | Erg.                 | Rang |
| ----------------------------- | ------------------ | --------------- | -------- | ----------------- | ----------------- | ------------- | ------------- | ----------------- | ----------------- | --------------------- | ------------- | -------------------- | -------------------- | ---- |
| Männer                        |                    |                 |          |                   |                   |               |               |                   |                   |                       |               |                      |                      |      |
| Rayfran Mesquita Pontes       | Klasse bis 60 kg   | U. Bolormaa     | 0:100    | ausgeschieden     | ausgeschieden     | ausgeschieden | ausgeschieden | ausgeschieden     | ausgeschieden     | ausgeschieden         | ausgeschieden | ausgeschieden        | ausgeschieden        | 11   |
| Halyson Boto                  | Klasse bis 66 kg   | M. Vieira       | 100:0    | —                 | —                 | B. Mustafayev | 0:010         | Park J.-s.        | 0:100             | —                     | —             | ausgeschieden        | ausgeschieden        | 7    |
| Abner Nascimento De Oliveira  | Klasse bis 73 kg   | M. Briceno Diaz | 0:100    | ausgeschieden     | ausgeschieden     | ausgeschieden | ausgeschieden | ausgeschieden     | ausgeschieden     | ausgeschieden         | ausgeschieden | ausgeschieden        | ausgeschieden        | 9    |
| Harlley Damiao Pereira Arruda | Klasse bis 81 kg   | J. Effron       | 0:100    | ausgeschieden     | ausgeschieden     | ausgeschieden | ausgeschieden | ausgeschieden     | ausgeschieden     | ausgeschieden         | ausgeschieden | ausgeschieden        | ausgeschieden        | 10   |
| Arthur Cavalcante Da Silva    | Klasse bis 90 kg   | A. Vazquez      | 101:0    | —                 | —                 | O. Nazarenko  | 0:100         | S. Ingram         | 0:100             | —                     | —             | ausgeschieden        | ausgeschieden        | 7    |
| Antonio Tenorio Da Silva      | Klasse bis 100 kg  | O. Upmann       | 100:0    | —                 | —                 | C. Skelley    | 02:03         | —                 | —                 | S. Sharipov           | 001:0         | Choi G.-g.           | 0:100                |      |
| Wilians Araujo                | Klasse über 100 kg | —               | —        | —                 | —                 | G. Albdoor    | 100:0         | —                 | —                 | Y. Jimenez Dominiguez | 100:0         | A. Tulendibaev       | 0:100                |      |
| Frauen                        |                    |                 |          |                   |                   |               |               |                   |                   |                       |               |                      |                      |      |
| Karla Cardoso                 | Klasse bis 48 kg   | —               | —        | —                 | —                 | Y. Halinska   | 0:100         | E. Tasin          | 0:100             | —                     | —             | ausgeschieden        | ausgeschieden        | 7    |
| Michele Aparecida Ferreira    | Klasse bis 52 kg   | —               | —        | —                 | —                 | R. Brussig    | 0:100         | A. Ishii          | 001:0             | —                     | —             | C. Abdellaoui        | 0:001                | 5    |
| Lucia Araujo                  | Klasse bis 57 kg   | —               | —        | —                 | —                 | Wang L.       | 0:03          | —                 | —                 | J. Hirose             | 100:0         | I. Cherniak          | 0:100                |      |
| Alana Martins                 | Klasse bis 70 kg   | —               | —        | —                 | —                 | N. Greenhough | 101:0         | —                 | —                 | N. Szabó              | 010:0         | L. Ruvalcaba         | 0:100                |      |
| Deanne Silva De Almeida       | Klasse über 70 kg  | —               | —        | —                 | —                 | S. Chung      | 100:0         | —                 | —                 | Yanping Y.            | 0:100         | C. Garcia            | 010:100              | 5    |

### Leichtathletik
Laufen
| Athleten | Wettbewerb       | Vorlauf      | Vorlauf | Halbfinale    | Halbfinale    | Finale        | Finale        | Rang |
| Athleten | Wettbewerb       | Zeit         | Rang    | Zeit          | Rang          | Zeit          | Rang          | Rang |
| --- | ---------------- | ------------ | ------- | ------------- | ------------- | ------------- | ------------- | ---- |
| Männer |                  |              |         |               |               |               |               |      |
| Felipe Gomes Guide: Jonas da Lima Silva                                                                      | 100 m T11        | 11,22 s      | 1       | 11,15 s       | 2             | 11,08         | 2             |      |
| Ricardo Costa de Oliveira Guide: Celio Miguel da Silva                                                       | 100 m T11        | 11,66 s      | 2       | 11,44 s       | 2             | ausgeschieden | ausgeschieden | 6    |
| Lucas Prado Guide: Adauto Galdino Ricardo                                                                    | 100 m T11        | 11,64 s      | 2       | DNS           | DNS           | ausgeschieden | ausgeschieden | 12   |
| Diogo Ualisson Jeronimo Da Silva                                                                             | 100 m T12        | DSQ          | DSQ     | —             | —             | ausgeschieden | ausgeschieden | DSQ  |
| Gustavo Henrique Araujo                                                                                      | 100 m T13        | 11,16 s      | 4       | —             | —             | 11,45 s       | 8             | 8    |
| Kesley Teodoro                                                                                               | 100 m T13        | 11,10 s      | 4       | —             | —             | 11,00 s       | 4             | 4    |
| Fabio Da Silva Bordignon                                                                                     | 100 m T35        | 12,78 s      | 1       | —             | —             | 12,66 s       | 2             |      |
| Rodrigo Parreira Da Silva                                                                                    | 100 m T36        | —            | —       | —             | —             | 12,54 s       | 3             |      |
| Mateus Evangelista Cardoso                                                                                   | 100 m T37        | 11,47 s      | 1       | —             | —             | 11,62 s       | 4             | 4    |
| Paulo Pereira                                                                                                | 100 m T37        | 12,23 s      | 7       | —             | —             | ausgeschieden | ausgeschieden | 12   |
| Edson Pinheiro                                                                                               | 100 m T38        | 11,32 s      | 2       | —             | —             | 11,26 s       | 3             |      |
| Alan Fonteles Cardoso Oliveira                                                                               | 100 m T44        | 11,26 s      | 4       | —             | —             | ausgeschieden | ausgeschieden | 9    |
| Renato Nunes Da Cruz                                                                                         | 100 m T44        | 11,79 s      | 8       | —             | —             | ausgeschieden | ausgeschieden | 15   |
| Petrucio Ferreira dos Santos                                                                                 | 100 m T47        | 10,67 s      | 1       | —             | —             | 10,57 s       | 1             |      |
| Yohansson Nascimento                                                                                         | 100 m T47        | 10,75 s      | 1       | —             | —             | 10,79 s       | 3             |      |
| Ariosvaldo Fernandes Silva                                                                                   | 100 m T53        | 14,69 s      | 1       | —             | —             | 14,88 s       | 4             | 4    |
| Felipe Gomes Guide: Jonas da Lima Silva                                                                      | 200 m T11        | 23,00 s      | 1       | 22,50 s       | 1             | 22,52 s       | 2             |      |
| Daniel Silva Guide: Heitor de Oliveira Sales                                                                 | 200 m T11        | 23,39 s      | 1       | 23,01 s       | 2             | 23,04 s       | 3             |      |
| Lucas Prado Guide: Adauto Galdino Ricardo                                                                    | 200 m T11        | DNS          | DNS     | ausgeschieden | ausgeschieden | ausgeschieden | ausgeschieden | DNS  |
| Diogo Ualisson Jeronimo Da Silva                                                                             | 200 m T12        | 23,01 s      | 3       | ausgeschieden | ausgeschieden | ausgeschieden | ausgeschieden | 9    |
| Fabio Da Silva Bordignon                                                                                     | 200 m T35        | 26,22 s      | 1       | —             | —             | 26,01 s       | 2             |      |
| Alan Fonteles Cardoso Oliveira                                                                               | 200 m T44        | 22,63 s      | 5       | —             | —             | ausgeschieden | ausgeschieden | 9    |
| Felipe Gomes Guide: Jonas da Lima Silva                                                                      | 400 m T11        | 51,26 s      | 1       | —             | —             | 50,38 s       | 2             |      |
| Daniel Silva Guide: Heitor de Oliveira Sales                                                                 | 400 m T11        | 51,96 s      | 1       | —             | —             | 50,93 s       | 4             | 4    |
| Lucas Prado Guide: Laercio Alves Martins                                                                     | 400 m T11        | DNS          | DNS     | ausgeschieden | ausgeschieden | ausgeschieden | ausgeschieden | DNS  |
| Gustavo Henrique Araujo                                                                                      | 400 m T13        | 50,09 s      | 4       | —             | —             | 50,06 s       | 6             | 6    |
| Kesley Teodoro                                                                                               | 400 m T13        | 53,27 s      | 4       | —             | —             | ausgeschieden | ausgeschieden | 9    |
| Daniel Martins                                                                                               | 400 m T20        | 48,70 s      | 1       | —             | —             | 47,22 s       | 1             |      |
| Mateus Evangelista Cardoso                                                                                   | 400 m T37        | DNS          | DNS     | —             | —             | ausgeschieden | ausgeschieden | DNS  |
| Paulo Pereira                                                                                                | 400 m T37        | 54,36 s      | 4       | —             | —             | 54,67 s       | 5             | 5    |
| Alan Fonteles Cardoso Oliveira                                                                               | 400 m T44        | DNS          | DNS     | —             | —             | ausgeschieden | ausgeschieden | DNS  |
| Petrucio Ferreira dos Santos                                                                                 | 400 m T47        | 49,96 s      | 1       | —             | —             | 48,87 s       | 2             |      |
| Yohansson Nascimento                                                                                         | 400 m T47        | DNS          | DNS     | —             | —             | ausgeschieden | ausgeschieden | DNS  |
| Ariosvaldo Fernandes Silva                                                                                   | 400 m T53        | DSQ          | DSQ     | —             | —             | ausgeschieden | ausgeschieden | DSQ  |
| Odair Santos Guide: Eriton Nascimento                                                                        | 1500 m T11       | 4:05,34 min  | 2       | —             | —             | 4:03,85 min   | 2             |      |
| Yeltsin Jacques                                                                                              | 1500 m T13       | —            | —       | —             | —             | 3:58,92 min   | 11            | 11   |
| Julio Cesar Agripino dos Santos                                                                              | 1500 m T13       | —            | —       | —             | —             | 4:00,61 min   | 12            | 12   |
| Odair Santos Guide: Eriton Nascimento                                                                        | 5000 m T11       | —            | —       | —             | —             | 15:17,55 min  | 2             |      |
| Yeltsin Jacques Guide: Guilherme Ademilson                                                                   | 5000 m T13       | —            | —       | —             | —             | 15:02,13 min  | 5             | 5    |
| Julio Cesar Agripino dos Santos                                                                              | 5000 m T13       | —            | —       | —             | —             | DNF           | DNF           | DNF  |
| Alex Pires Da Silva                                                                                          | Marathon T46     | —            | —       | —             | —             | DNF           | DNF           | DNF  |
| Felipe Gomes Daniel Silva Diogo Ualisson Jeronimo Da Silva Gustavo Henrique Araujo                           | 4 × 100 m T11-13 | 42,69 s      | 1       | —             | —             | 42:37 s       | 1             |      |
| Yohansson Nascimento Alan Fonteles Cardoso Oliveira Renato Nunes Da Cruz Petrucio Ferreira dos Santos        | 4 × 100 m T42-47 | —            | —       | —             | —             | 42,04 s       | 2             |      |
| Frauen |                  |              |         |               |               |               |               |      |
| Lorena Salvatini Spoladore Guide: Renato Ben Hur Oliveira                                                    | 100 m T11        | 12,49 s      | 1       | 12,38 s       | 3             | ausgeschieden | ausgeschieden | 6    |
| Terezinha Guilhermina Guide: Rafael Lazarini                                                                 | 100 m T11        | 12,19 s      | 2       | 12,10 s       | 3             | DSQ           | DSQ           | 4    |
| Jerusa Geber Santos Guide: Guilherme Soares de Santana                                                       | 100 m T11        | 12,34 s      | 1       | 12,23 s       | 2             | ausgeschieden | ausgeschieden | 5    |
| Alice de Oliveira Correa Guide: Diogo Cardoso da Silva                                                       | 100 m T12        | 12,31 s      | 1       | 12,20 s       | 2             | 12,26 s       | 4             | 4    |
| Tascitha Oliveira Cruz                                                                                       | 100 m T36        | 14,53 s      | 1       | —             | —             | 15,28 s       | 6             | 6    |
| Veronica Hipolito                                                                                            | 100 m T38        | 12,84 s      | 1       | —             | —             | 12,88 s       | 2             |      |
| Jenifer Santos                                                                                               | 100 m T38        | 13,62 s      | 4       | —             | —             | 13,61 s       | 8             | 8    |
| Ana Claudia Silva                                                                                            | 100 m T42        | 16,42 s      | 3       | —             | —             | 16,43 s       | 4             | 4    |
| Teresinha de Jesus Correia dos Santos                                                                        | 100 m T47        | 12,86 s      | 3       | —             | —             | 12,84 s       | 3             |      |
| Sheila Finder                                                                                                | 100 m T47        | 13,09 s      | 3       | —             | —             | 13,27 s       | 6             | 6    |
| Terezinha Guilhermina Guide: Rafael Lazarini                                                                 | 200 m T11        | 25,07 s      | 1       | 24,86 s       | 1             | DSQ           | DSQ           | 4    |
| Jerusa Geber Santos Guide: Guilherme Soares de Santana                                                       | 200 m T11        | 26,60 s      | 1       | 25,76 s       | 3             | ausgeschieden | ausgeschieden | 7    |
| Jhulia Santos Guide: Justino Santos                                                                          | 200 m T11        | 26,59 s      | 1       | 26,42 s       | 3             | ausgeschieden | ausgeschieden | 9    |
| Alice de Oliveira Correa                                                                                     | 200 m T12        | 25,12 s      | 3       | —             | —             | ausgeschieden | ausgeschieden | 5    |
| Tascitha Oliveira Cruz                                                                                       | 200 m T36        | 31,39 s      | 3       | —             | —             | 31,34 s       | 5             | 5    |
| Teresinha de Jesus Correia dos Santos                                                                        | 200 m T47        | DNS          | DNS     | —             | —             | ausgeschieden | ausgeschieden | DNS  |
| Terezinha Guilhermina Guide: Rafael Lazarini                                                                 | 400 m T11        | 57,87 s      | 1       | —             | —             | 57,97 s       | 3             |      |
| Thalita Vitoria Simplicio Da Silva Guide: Felipe Veloso                                                      | 400 m T11        | 58,71 s      | 1       | —             | —             | DSQ           | DSQ           | 4    |
| Lorena Salvatini Spoladore Guide: Renato Ben Hur Oliveira                                                    | 400 m T11        | DNS          | DNS     | —             | —             | ausgeschieden | ausgeschieden | DNS  |
| Veronica Hipolito                                                                                            | 400 m T38        | —            | —       | —             | —             | 1:03,14 min   | 3             |      |
| Teresinha de Jesus Correia dos Santos                                                                        | 400 m T47        | 1:01,88 min  | 2       | —             | —             | DNS           | DNS           | 8    |
| Renata Bazone Teixeira Guide: Fernando Ribeiro Junior                                                        | 1500 m T11       | 5:06,09 min  | 3       | —             | —             | 5:01,75 min   | 4             | 4    |
| Aline Rocha                                                                                                  | 1500 m T54       | 3:30,40 min  | 6       | —             | —             | 3:27,91 min   | 9             | 9    |
| Maria de Fatima Fonseca Chaves                                                                               | 1500 m T54       | 3:37,16 min  | 8       | —             | —             | ausgeschieden | ausgeschieden | 16   |
| Aline Rocha                                                                                                  | 5000 m T54       | 12:16,03 min | 5       | —             | —             | ausgeschieden | ausgeschieden | 12   |
| Maria de Fatima Fonseca Chaves                                                                               | 5000 m T54       | 12:08,52 min | 7       | —             | —             | 12:06,15 min  | 9             | 9    |
| Edneusa de Jesus Santos Dorta                                                                                | Marathon T12     | —            | —       | —             | —             | 3:18:38 h     | 3             |      |
| Aline Rocha                                                                                                  | Marathon T54     | —            | —       | —             | —             | 1:43:01 h     | 10            | 10   |
| Maria de Fatima Fonseca Chaves                                                                               | Marathon T54     | —            | —       | —             | —             | DNF           | DNF           | DNF  |
| Terezinha Guilhermina Alice de Oliveira Correa Lorena Salvatini Spoladore Thalita Vitoria Simplicio Da Silva | 4 × 100 m T11-13 | —            | —       | —             | —             | 47,57 s       | 2             |      |

Springen und Werfen
| Athleten                            | Wettbewerb      | Finale  | Finale | Rang |
| Athleten                            | Wettbewerb      | Weite   | Rang   | Rang |
| ----------------------------------- | --------------- | ------- | ------ | ---- |
| Männer                              |                 |         |        |      |
| Ricardo Costa de Oliveira           | Weitsprung T11  | 6,52 m  | 1      |      |
| Rodrigo Parreira Da Silva           | Weitsprung T36  | 5,62 m  | 2      |      |
| Mateus Evangelista Cardoso          | Weitsprung T37  | 6,53 m  | 2      |      |
| Edson Pinheiro                      | Weitsprung T38  | 4,89 m  | 8      | 8    |
| Flavio Reitz                        | Hochsprung T42  | 1,71 m  | 9      | 9    |
| Jeohsah Beserra dos Santos          | Hochsprung T44  | 1,85 m  | 6      | 6    |
| Alessandro Rodrigo Silva            | Diskuswurf F11  | 43,06 m | 1      |      |
| Marcio Leite                        | Diskuswurf F11  | 34,71 m | 5      | 5    |
| Joao Victor Teixeira de Souza Silva | Diskuswurf F37  | 45,10 m | 7      | 7    |
| Claudiney Batista dos Santos        | Diskuswurf F56  | 45,33 m | 1      |      |
| Caio Vinicius Da Silva Pereira      | Kugelstoßen F12 | 15,23 m | 5      | 5    |
| Alessandro Rodrigo Silva            | Kugelstoßen F12 | 12,43 m | 10     | 10   |
| Joao Victor Teixeira de Souza Silva | Kugelstoßen F37 | 13,54 m | 5      | 5    |
| Jonathan de Souza Santos            | Kugelstoßen F41 | 11,71 m | 4      | 4    |
| Mauro Evaristo de Sousa             | Kugelstoßen F42 | 13,59 m | 4      | 4    |
| Wallace Santos                      | Kugelstoßen F55 | 9,19 m  | 10     | 10   |
| Ricardo Nunes                       | Kugelstoßen F55 | DNS     | DNS    | DNS  |
| Thiago Paulino dos Santos           | Kugelstoßen F57 | 13,92 m | 5      | 5    |
| Edevaldo Silva                      | Speerwurf F44   | 53,74 m | 7      | 7    |
| Jose Rodrigues                      | Speerwurf F54   | 23,41 m | 4      | 4    |
| Cicero Nobre                        | Speerwurf F57   | 42,90 s | 4      | 4    |
| Claudiney Batista dos Santos        | Speerwurf F57   | 42,74 m | 5      | 5    |
| Frauen                              |                 |         |        |      |
| Silvania Costa de Oliveira          | Weitsprung T11  | 4,98 m  | 1      |      |
| Lorena Salvatini Spoladore          | Weitsprung T11  | 4,71 m  | 3      |      |
| Thalita Vitoria Simplicio Da Silva  | Weitsprung T11  | 4,54 m  | 5      | 5    |
| Jenifer Santos                      | Weitsprung T38  | 4,43 m  | 7      | 7    |
| Veronica Hipolito                   | Weitsprung T38  | 4,37 m  | 8      | 8    |
| Sheila Finder                       | Weitsprung T47  | 5,00 m  | 9      | 9    |
| Izabela Campos                      | Diskuswurf F11  | 32,60 m | 3      |      |
| Shirlene Coelho                     | Diskuswurf F38  | 33,91 m | 2      |      |
| Roseane Santos                      | Diskuswurf F57  | 25,16 m | 7      | 7    |
| Izabela Campos                      | Kugelstoßen F12 | 10,11 m | 11     | 11   |
| Marivana Oliveira                   | Kugelstoßen F35 | 9,28 m  | 3      |      |
| Shirlene Coelho                     | Kugelstoßen F37 | 10,91 m | 4      | 4    |
| Kelly Cristina Peixoto              | Kugelstoßen F41 | 7,94 m  | 5      | 5    |
| Poliana Jesus                       | Kugelstoßen F54 | 5,70 m  | 6      | 6    |
| Roseane Santos                      | Kugelstoßen F57 | 8,36 m  | 7      | 7    |
| Shirlene Coelho                     | Speerwurf F37   | 37,57 m | 1      |      |
| Poliana Jesus                       | Speerwurf F54   | 13,96 m | 5      | 5    |
| Raissa Rocha Machado                | Speerwurf F56   | 18,57 m | 6      | 6    |

### Kanu
| Athleten                       | Wettbewerb | Vorlauf      | Vorlauf | Halbfinale   | Halbfinale | Finale        | Finale        | Rang   |
| Athleten                       | Wettbewerb | Zeit         | Rang    | Zeit         | Rang       | Zeit          | Rang          | Rang   |
| ------------------------------ | ---------- | ------------ | ------- | ------------ | ---------- | ------------- | ------------- | ------ |
| Männer                         |            |              |         |              |            |               |               |        |
| Luis Carlos Cardoso da Silva   | KL1 200 m  | 54,887 s     | 1       | —            | —          | 51,631 s      | 4             | 4      |
| Igor Alex Tofalini             | KL2 200 m  | 49,745 s     | 5       | 49,870 s     | 5          | ausgeschieden | ausgeschieden | 9      |
| Caio Ribeiro de Carvalho       | KL3 200 m  | 43,033 s     | 1       | —            | —          | 40,199 s      | 3             | Bronze |
| Frauen                         |            |              |         |              |            |               |               |        |
| Debora Raiza Ribeiro Benevides | KL2 200 m  | 1:03,347 min | 5       | 1:04,697 min | 5          | ausgeschieden | ausgeschieden | 9      |
| Mari Christina Santilli        | KL3 200 m  | 57,312 s     | 5       | 57,357 s     | 6          | ausgeschieden | ausgeschieden | 10     |

### Powerlifting (Bankdrücken)
| Athleten                | Wettbewerb | Ergebnis | Rang   |
| ----------------------- | ---------- | -------- | ------ |
| Männer                  |            |          |        |
| Bruno Carra             | bis 54 kg  | 162 kg   | 4      |
| Evanio Da Silva         | bis 88 kg  | 210 kg   | Silber |
| Frauen                  |            |          |        |
| Mariana d'Andrea        | bis 61 kg  | NVL      | NVL    |
| Terezinha Santos        | bis 67 kg  | 93 kg    | 5      |
| Marcia Cristina Menezes | bis 86 kg  | 111 kg   | 5      |

### Radsport

#### Straße
| Athleten                                 | Wettbewerb            | Zeit         | Rang   |
| ---------------------------------------- | --------------------- | ------------ | ------ |
| Männer                                   |                       |              |        |
| Lauro Cesar Chaman                       | Einzelzeitfahren C5   | 37:37,43 min | Bronze |
| Lauro Cesar Chaman                       | Straßenrennen C4-5    | 2:13:46 h    | Silber |
| Soelito Gohr                             | Einzelzeitfahren C5   | 40:49,70 min | 9      |
| Soelito Gohr                             | Straßenrennen C4-5    | 2:24:25 h    | 14     |
| Frauen                                   |                       |              |        |
| Marcia Fanhani Pilotin: Mariane Ferreira | Einzelzeitfahren B    | 48:00,36 min | 16     |
| Marcia Fanhani Pilotin: Mariane Ferreira | Straßenrennen B       | 2:29:15 h    | 15     |
| Jady Martins Malavazzi                   | Einzelzeitfahren H1-3 | 35:33,29 min | 6      |
| Jady Martins Malavazzi                   | Straßenrennen H1-4    | 1:27:19 h    | 10     |

#### Bahn
| Athleten                                 | Wettbewerb                    | Qualifikation | Qualifikation | Finals        | Finals        | Rang |
| Athleten                                 | Wettbewerb                    | Zeit          | Rang          | Gegner        | Zeit          | Rang |
| ---------------------------------------- | ----------------------------- | ------------- | ------------- | ------------- | ------------- | ---- |
| Männer                                   |                               |               |               |               |               |      |
| Lauro Cesar Chaman                       | 4000 m Einerverfolgung C5     | 4:41,697 min  | 4             | E. Matiz Ruiz | 4:43,257 min  | 4    |
| Lauro Cesar Chaman                       | 1000 m Einzelzeitfahren C4-C5 | —             | —             | —             | 1:09,423 min  | 12   |
| Soelito Gohr                             | 4000 m Einerverfolgung C5     | 4:58,969 min  | 9             | ausgeschieden | ausgeschieden | 9    |
| Soelito Gohr                             | 1000 m Einzelzeitfahren C4-C5 | —             | —             | —             | 1:13,425 min  | 18   |
| Frauen                                   |                               |               |               |               |               |      |
| Marcia Fanhani Pilotin: Mariane Ferreira | 3000 m Einerverfolgung B      | 4:10,058 min  | 13            | ausgeschieden | ausgeschieden | 13   |
| Marcia Fanhani Pilotin: Mariane Ferreira | 1000 m Einzelzeitfahren B     | —             | —             | —             | 1:22,354 min  | 13   |

### Reiten
| Athleten | Wettbewerb(e)             | Punkte/Prozent | Rang |
| --- | ------------------------- | -------------- | ---- |
| Sergio Oliva mit Coco Chanel                                                                                            | Individual Test-Grade Ia  | 73,826 %       |      |
| Sergio Oliva mit Coco Chanel                                                                                            | Kür Grade Ia              | 75,150 %       |      |
| Vera Lucia Mazzilli mit Ballantine                                                                                      | Individual Test-Grade Ia  | 67,130 %       | 18   |
| Marcos Alves mit Vladimir                                                                                               | Individual Test-Grade Ib  | 68,897 %       | 6    |
| Marcos Alves mit Vladimir                                                                                               | Kür Grade Ib              | 67,700 %       | 7    |
| Rodolpho Riskalla mit Warenne                                                                                           | Individual Test-Grade III | 68,377 %       | 10   |
| Marcos Alves mit Vladimir Sergio Oliva mit Coco Chanel Vera Lucia Mazzilli mit Ballantine Rodolpho Riskalla mit Warenne | Mannschaft                | 418,693 %      | 7    |

### Rudern
| Athleten                     | Wettbewerb           | Vorlauf    | Vorlauf | Hoffnungslauf | Hoffnungslauf | Finale     | Finale | Rang |
| Athleten                     | Wettbewerb           | Zeit (min) | Rang    | Zeit (min)    | Rang          | Zeit (min) | Rang   | Rang |
| ---------------------------- | -------------------- | ---------- | ------- | ------------- | ------------- | ---------- | ------ | ---- |
| Männer                       |                      |            |         |               |               |            |        |      |
| Rene Pereira                 | Einer ASM1x          | 5:05,12    | 4       | 5:04,62       | 2             | 5:04,90    | 6      | 6    |
| Frauen                       |                      |            |         |               |               |            |        |      |
| Claudia Santos               | Einer ASM1x          | 5:38,62    | 2       | 5:34,50       | 2             | 5:34,77    | 6      | 6    |
| Mixed                        |                      |            |         |               |               |            |        |      |
| Josiane Lima Michel Pessanha | Doppelzweier Tamix2x | 4:04,26    | 3       | 4:04,52       | 3             | 4:03,13    | 1 (B)  | 7    |

### Rollstuhlbasketball
| Wettbewerb       | Männer | Frauen |
| ---------------- | --- | --- |
| Athleten         | Paulo dos Santos Edjunior Jose do Bonfim Rodrigo Arao de Carvalho Paulo Roberto Dauinheimer Leandro de Miranda Marcos Candido Sanchez Dwan Gomes dos Santos Erik da Silva Celestino Luciano Suursoo Amauri Alves Viana Pedro Henrique Vieira Junior da Silva | Vileide Almeida Lucicleia Costa Perla Assuncao Paola Klokler Rosalia Ramos Geisa Vieira Andreia Farias Lia Martins Geisiane Maia Ana Aurelia Rosa Jessica Santana Ivanilde Silva |
| Gruppenphase     | Vereinigte Staaten (38:75) Algerien (82:43) Vereinigtes Königreich (55:73) Iran (73:50) Deutschland (66:52) | Argentinien (85:19) Deutschland (32:77) Vereinigtes Königreich (32:63) Kanada (49:82)                                                                                            |
| Viertelfinale    | Türkei (49:65) | Vereinigte Staaten (35:66) |
| Spiel um Platz 7 | — | Frankreich (57:39) |
| Spiel um Platz 5 | Australien (70:69) | — |
| Rang             | 5 | 7 |

### Rollstuhlfechten
| Männer                                                   |                    |                   |       |               |               |               |               |               |               |     |
| Sandro Colaco                                            | Degen Einzel A     | P. Gilliver       | 0:5   | ausgeschieden | ausgeschieden | ausgeschieden | ausgeschieden | ausgeschieden | ausgeschieden | 11  |
| Sandro Colaco                                            | Degen Einzel A     | D. Pender         | 0:5   | ausgeschieden | ausgeschieden | ausgeschieden | ausgeschieden | ausgeschieden | ausgeschieden | 11  |
| Sandro Colaco                                            | Degen Einzel A     | R. Citerne        | 4:5   | ausgeschieden | ausgeschieden | ausgeschieden | ausgeschieden | ausgeschieden | ausgeschieden | 11  |
| Sandro Colaco                                            | Degen Einzel A     | Tian J.           | 1:5   | ausgeschieden | ausgeschieden | ausgeschieden | ausgeschieden | ausgeschieden | ausgeschieden | 11  |
| Sandro Colaco                                            | Degen Einzel A     | G. Mato           | 5:4   | ausgeschieden | ausgeschieden | ausgeschieden | ausgeschieden | ausgeschieden | ausgeschieden | 11  |
| Fabio Luiz Damasceno                                     | Degen Einzel A     | R. Noble          | 1:5   | ausgeschieden | ausgeschieden | ausgeschieden | ausgeschieden | ausgeschieden | ausgeschieden | 11  |
| Fabio Luiz Damasceno                                     | Degen Einzel A     | M. Betti          | 2:5   | ausgeschieden | ausgeschieden | ausgeschieden | ausgeschieden | ausgeschieden | ausgeschieden | 11  |
| Fabio Luiz Damasceno                                     | Degen Einzel A     | Sun Gang          | 1:5   | ausgeschieden | ausgeschieden | ausgeschieden | ausgeschieden | ausgeschieden | ausgeschieden | 11  |
| Fabio Luiz Damasceno                                     | Degen Einzel A     | M. Hebert         | 1:5   | ausgeschieden | ausgeschieden | ausgeschieden | ausgeschieden | ausgeschieden | ausgeschieden | 11  |
| Fabio Luiz Damasceno                                     | Degen Einzel A     | Z. Al-Madhkhoori  | 0:5   | ausgeschieden | ausgeschieden | ausgeschieden | ausgeschieden | ausgeschieden | ausgeschieden | 11  |
| Jovane Silva Guissone                                    | Degen Einzel B     | R. Massarutt      | 5:3   | O. Naumenko   | 12:15         | ausgeschieden | ausgeschieden | ausgeschieden | ausgeschieden | 5   |
| Jovane Silva Guissone                                    | Degen Einzel B     | M.-A. Cratere     | 5:1   | O. Naumenko   | 12:15         | ausgeschieden | ausgeschieden | ausgeschieden | ausgeschieden | 5   |
| Jovane Silva Guissone                                    | Degen Einzel B     | K. Rzasa          | 5:3   | O. Naumenko   | 12:15         | ausgeschieden | ausgeschieden | ausgeschieden | ausgeschieden | 5   |
| Jovane Silva Guissone                                    | Degen Einzel B     | A. Ali            | 5:4   | O. Naumenko   | 12:15         | ausgeschieden | ausgeschieden | ausgeschieden | ausgeschieden | 5   |
| Rodrigo Massarutt                                        | Degen Einzel B     | J. Silva Guissone | 3:5   | ausgeschieden | ausgeschieden | ausgeschieden | ausgeschieden | ausgeschieden | ausgeschieden | 9   |
| Rodrigo Massarutt                                        | Degen Einzel B     | K. Rzasa          | 2:5   | ausgeschieden | ausgeschieden | ausgeschieden | ausgeschieden | ausgeschieden | ausgeschieden | 9   |
| Rodrigo Massarutt                                        | Degen Einzel B     | M.-A. Cratere     | 2:5   | ausgeschieden | ausgeschieden | ausgeschieden | ausgeschieden | ausgeschieden | ausgeschieden | 9   |
| Rodrigo Massarutt                                        | Degen Einzel B     | A. Ali            | 1:5   | ausgeschieden | ausgeschieden | ausgeschieden | ausgeschieden | ausgeschieden | ausgeschieden | 9   |
| Jovane Silva Guissone                                    | Florett Einzel B   | V. Luis Chaves    | 4:5   | ausgeschieden | ausgeschieden | ausgeschieden | ausgeschieden | ausgeschieden | ausgeschieden | 10  |
| Jovane Silva Guissone                                    | Florett Einzel B   | M. Cima           | 0:5   | ausgeschieden | ausgeschieden | ausgeschieden | ausgeschieden | ausgeschieden | ausgeschieden | 10  |
| Jovane Silva Guissone                                    | Florett Einzel B   | J. Gaworski       | 0:5   | ausgeschieden | ausgeschieden | ausgeschieden | ausgeschieden | ausgeschieden | ausgeschieden | 10  |
| Jovane Silva Guissone                                    | Florett Einzel B   | Hu D.             | 2:5   | ausgeschieden | ausgeschieden | ausgeschieden | ausgeschieden | ausgeschieden | ausgeschieden | 10  |
| Vanderson Luis Chaves                                    | Florett Einzel B   | J. Silva Guissone | 5:4   | ausgeschieden | ausgeschieden | ausgeschieden | ausgeschieden | ausgeschieden | ausgeschieden | 9   |
| Vanderson Luis Chaves                                    | Florett Einzel B   | J. Gaworski       | 2:5   | ausgeschieden | ausgeschieden | ausgeschieden | ausgeschieden | ausgeschieden | ausgeschieden | 9   |
| Vanderson Luis Chaves                                    | Florett Einzel B   | M. Cima           | 0:5   | ausgeschieden | ausgeschieden | ausgeschieden | ausgeschieden | ausgeschieden | ausgeschieden | 9   |
| Vanderson Luis Chaves                                    | Florett Einzel B   | Hu D.             | 1:5   | ausgeschieden | ausgeschieden | ausgeschieden | ausgeschieden | ausgeschieden | ausgeschieden | 9   |
| Jovane Silva Guissone Sandro Colaco Fabio Luiz Damasceno | Degen Mannschaft   | Frankreich        | 20:45 | —             | —             | —             | —             | Italien       | 38:45         | 6   |
| Jovane Silva Guissone Sandro Colaco Fabio Luiz Damasceno | Degen Mannschaft   | Griechenland      | 32:45 | —             | —             | —             | —             | Italien       | 38:45         | 6   |
| Jovane Silva Guissone Sandro Colaco Fabio Luiz Damasceno | Florett Mannschaft | China             | 9:45  | —             | —             | —             | —             | Italien       | 14:45         | 6   |
| Jovane Silva Guissone Sandro Colaco Fabio Luiz Damasceno | Florett Mannschaft | Frankreich        | 16:45 | —             | —             | —             | —             | Italien       | 14:45         | 6   |
| Frauen                                                   |                    |                   |       |               |               |               |               |               |               |     |
| Monica Santos                                            | Florett Einzel A   | Zhang C.          | 2:5   | ausgeschieden | ausgeschieden | ausgeschieden | ausgeschieden | ausgeschieden | ausgeschieden | DSQ |
| Monica Santos                                            | Florett Einzel A   | N. Morkvych       | 0:5   | ausgeschieden | ausgeschieden | ausgeschieden | ausgeschieden | ausgeschieden | ausgeschieden | DSQ |
| Monica Santos                                            | Florett Einzel A   | L. Trigilia       | 2:5   | ausgeschieden | ausgeschieden | ausgeschieden | ausgeschieden | ausgeschieden | ausgeschieden | DSQ |
| Monica Santos                                            | Florett Einzel A   | Z. Krajnyák       | 1:5   | ausgeschieden | ausgeschieden | ausgeschieden | ausgeschieden | ausgeschieden | ausgeschieden | DSQ |
| Monica Santos                                            | Florett Einzel A   | Yu Chui Yee       | 0:5   | ausgeschieden | ausgeschieden | ausgeschieden | ausgeschieden | ausgeschieden | ausgeschieden | DSQ |
| Monica Santos Karina Maia Suelen Rodolpho                | Degen Mannschaft   | Hongkong          | 17:45 | —             | —             | —             | —             | Belarus       | 29:45         | 6   |
| Monica Santos Karina Maia Suelen Rodolpho                | Degen Mannschaft   | Polen             | 25:45 | —             | —             | —             | —             | Belarus       | 29:45         | 6   |
| Monica Santos Karina Maia Suelen Rodolpho                | Florett Mannschaft | Hongkong          | 12:45 | —             | —             | —             | —             | Belarus       | 27:45         | 6   |
| Monica Santos Karina Maia Suelen Rodolpho                | Florett Mannschaft | Italien           | 15:45 | —             | —             | —             | —             | Belarus       | 27:45         | 6   |

### Rollstuhlrugby
| Wettbewerb       | Mixed |
| ---------------- | --- |
| Athleten         | Davi Abreu Julio Braz Guilherme Camargo Bruno Damaceno Alexandre Giuriato Jose Raul Guenther Rafael Hoffmann Lucas Junqueira Anderson Kaiss Higino Alexandre Taniguchi Gilson Wirzma Junior |
| Gruppenphase     | Kanada (48:62) Australien (45:72) Vereinigtes Königreich (32:52) |
| Spiel um Platz 7 | Frankreich (54:59) |
| Rang             | 8 |

### Rollstuhltennis
| Athleten                         | Wettbewerb | 1. Runde        | 1. Runde      | 2. Runde         | 2. Runde      | Achtelfinale                            | Achtelfinale   | Viertelfinale            | Viertelfinale | Halbfinale    | Halbfinale    | Finale / Platz 3 | Finale / Platz 3 | Rang |
| Athleten                         | Wettbewerb | Gegner          | Ergebnis      | Gegner           | Ergebnis      | Gegner                                  | Ergebnis       | Gegner                   | Ergebnis      | Gegner        | Ergebnis      | Gegner           | Ergebnis         | Rang |
| -------------------------------- | ---------- | --------------- | ------------- | ---------------- | ------------- | --------------------------------------- | -------------- | ------------------------ | ------------- | ------------- | ------------- | ---------------- | ---------------- | ---- |
| Männer                           |            |                 |               |                  |               |                                         |                |                          |               |               |               |                  |                  |      |
| Rafael Medeiros                  | Einzel     | S. Baldwin      | 2:6, 6:4, 3:6 | ausgeschieden    | ausgeschieden | ausgeschieden                           | ausgeschieden  | ausgeschieden            | ausgeschieden | ausgeschieden | ausgeschieden | ausgeschieden    | ausgeschieden    | 33   |
| Mauricio Pomme                   | Einzel     | K. Fabisiak     | 1:6, 2:6      | ausgeschieden    | ausgeschieden | ausgeschieden                           | ausgeschieden  | ausgeschieden            | ausgeschieden | ausgeschieden | ausgeschieden | ausgeschieden    | ausgeschieden    | 33   |
| Daniel Rodrigues                 | Einzel     | R. Mendez       | 6:0, 6:4      | S.Kunieda        | 2:6, 1:6      | ausgeschieden                           | ausgeschieden  | ausgeschieden            | ausgeschieden | ausgeschieden | ausgeschieden | ausgeschieden    | ausgeschieden    | 17   |
| Carlos Santos                    | Einzel     | M. de la Puente | 1:6, 4:6      | ausgeschieden    | ausgeschieden | ausgeschieden                           | ausgeschieden  | ausgeschieden            | ausgeschieden | ausgeschieden | ausgeschieden | ausgeschieden    | ausgeschieden    | 33   |
| Daniel Rodrigues Rafael Medeiros | Doppel     | —               | —             | —                | —             | Niederlande Egberink, Scheffers         | 2:6, 3:6       | ausgeschieden            | ausgeschieden | ausgeschieden | ausgeschieden | ausgeschieden    | ausgeschieden    | 9    |
| Mauricio Pomme Carlos Santos     | Doppel     | —               | —             | Südkorea Lee, Im | 2:6, 2:6      | ausgeschieden                           | ausgeschieden  | ausgeschieden            | ausgeschieden | ausgeschieden | ausgeschieden | ausgeschieden    | ausgeschieden    | 17   |
| Frauen                           |            |                 |               |                  |               |                                         |                |                          |               |               |               |                  |                  |      |
| Rejane Candida                   | Einzel     | —               | —             | Y. Kamiji        | 0:6, 0:6      | ausgeschieden                           | ausgeschieden  | ausgeschieden            | ausgeschieden | ausgeschieden | ausgeschieden | ausgeschieden    | ausgeschieden    | 17   |
| Natalia Mayara                   | Einzel     | —               | —             | B. Un            | 6:1, 6:0      | J. Whiley                               | 4:6, 1:6       | ausgeschieden            | ausgeschieden | ausgeschieden | ausgeschieden | ausgeschieden    | ausgeschieden    | 9    |
| Rejane Candida Natalia Mayara    | Doppel     | —               | —             | —                | —             | Vereinigte Staaten Verfuerth, Mathewson | 2:6, 4:6       | ausgeschieden            | ausgeschieden | ausgeschieden | ausgeschieden | ausgeschieden    | ausgeschieden    | 9    |
| Quadriplegiker                   |            |                 |               |                  |               |                                         |                |                          |               |               |               |                  |                  |      |
| Rodrigo Oliveira                 | Einzel     | —               | —             | —                | —             | M. Moroishi                             | 1:6, 0:6       | ausgeschieden            | ausgeschieden | ausgeschieden | ausgeschieden | ausgeschieden    | ausgeschieden    | 9    |
| Ymanitu Silva                    | Einzel     | —               | —             | —                | —             | J. Burdekin                             | 6:2:, 2:6, 6:1 | L. Sithole               | 5:7, 3:6      | ausgeschieden | ausgeschieden | ausgeschieden    | ausgeschieden    | 5    |
| Ymanitu Silva Rodrigo Oliveira   | Doppel     | —               | —             | —                | —             | —                                       | —              | Israel Weinberg, Erenlib | 0:6, 0:6      | ausgeschieden | ausgeschieden | ausgeschieden    | ausgeschieden    | 5    |

### Segeln
| Mixed                                                                                |                        |       |    |    |
| Nuno Rosa                                                                            | Einer Kielboot 2.4mR   | 149,0 | 16 | 16 |
| Bruno Landgraf Marinalva de Almeida                                                  | Zweier Kielboot Skud18 | 74,0  | 8  | 8  |
| Antonio Marcos Do Carmo Herivelton Ferreira Anastacio Jose Matias Goncalves de Abreu | Dreier Kielboot Sonar  | 104,0 | 11 | 11 |

### Sitzvolleyball
| Wettbewerb       | Männer | Frauen |
| ---------------- | --- | --- |
| Athleten         | Wellington Anunciacao Levi Cesar Gomes Renato Leite Rodrigo Mello Wescley Oliveira Anderson Ribas Daniel Silva Gilberto Silva Vagner Batista da Silva Fabricio da Silva Pinto Fred Souza Carlos Jaco Valtrik Glemboski | Jani Batista Janaina Cunha Paula Herts Suellen Lima Adria Silva Nathalie Silva Gizele Maria da Costa Dias Nurya de Almeida Silva Edwarda de Oliveira Dias Camila Maria Leiria de Castro Pamela Pereira Laiana Rodrigues Batista |
| Gruppenphase     | Vereinigte Staaten 3:0 Ägypten 2:3 Deutschland 3:1 | Kanada 3:0 Ukraine 3:0 Niederlande 3:0 |
| Halbfinale       | Iran 0:3 | Vereinigte Staaten 0:3 |
| Spiel um Platz 3 | Ägypten 2:3 | Ukraine 3:0 |
| Rang             | 4 | Bronze |

### Schießen
| Athleten          | Wettbewerb                  | Qualifikation   | Qualifikation | Finale          | Finale        | Rang |
| Athleten          | Wettbewerb                  | Ringe/ Scheiben | Rang          | Ringe/ Scheiben | Rang          | Rang |
| ----------------- | --------------------------- | --------------- | ------------- | --------------- | ------------- | ---- |
| Männer            |                             |                 |               |                 |               |      |
| Geraldo Rosenthal | 10 m Luftpistole SH1        | 557             | 15            | ausgeschieden   | ausgeschieden | 15   |
| Frauen            |                             |                 |               |                 |               |      |
| Debora Campos     | 10 m Luftpistole SH1        | 359             | 13            | ausgeschieden   | ausgeschieden | 13   |
| Mixed             |                             |                 |               |                 |               |      |
| Geraldo Rosenthal | 25 m Sportpistole SH1       | 557             | 15            | ausgeschieden   | ausgeschieden | 15   |
| Debora Campos     | 25 m Sportpistole SH1       | 531             | 26            | ausgeschieden   | ausgeschieden | 26   |
| Geraldo Rosenthal | 50 m freie Pistole SH1      | 506             | 25            | ausgeschieden   | ausgeschieden | 25   |
| Alexandre Galgani | 10 m Luftgewehr liegend SH2 | 628,2           | 24            | ausgeschieden   | ausgeschieden | 24   |
| Alexandre Galgani | 10 m Luftgewehr stehend SH2 | DSQ             | DSQ           | ausgeschieden   | ausgeschieden | DSQ  |
| Carlos Garletti   | 50 m Gewehr liegend SH1     | 599,3           | 35            | ausgeschieden   | ausgeschieden | 35   |

### Schwimmen
| Athleten | Wettbewerb               | Vorlauf     | Vorlauf | Finale        | Finale        | Rang   |
| Athleten | Wettbewerb               | Zeit        | Rang    | Zeit          | Rang          | Rang   |
| --- | ------------------------ | ----------- | ------- | ------------- | ------------- | ------ |
| Männer |                          |             |         |               |               |        |
| Ronystony Cordeiro Da Silva                                                                                      | 50 m Rücken S4           | 49,07 s     | 7       | 50,84 s       | 7             | 7      |
| Ronystony Cordeiro Da Silva                                                                                      | 50 m Freistil S4         | —           | —       | 43,51 s       | 8             | 8      |
| Daniel Dias | 50 m Rücken S5           | 36,46 s     | 1       | 35,40 s       | 1             | Gold   |
| Daniel Dias | 100 m Brust SB4          | —           | —       | 1:36,13 min   | 2             | Silber |
| Daniel Dias | 50 m Schmetterling S5    | 36,86 s     | 3       | 35,62 s       | 3             | Bronze |
| Daniel Dias | 50 m Freistil S5         | 33,55 s     | 1       | 32,78 s       | 1             | Gold   |
| Daniel Dias | 100 m Freistil S5        | 1:15,08 min | 1       | 1:10,11 min   | 1             | Gold   |
| Daniel Dias | 200 m Freistil S5        | 2:39,35 min | 1       | 2:27,88 min   | 1             | Gold   |
| Talisson Glock                                                                                                   | 100 m Rücken S6          | 1:17,21 min | 4       | 1:15,97 min   | 4             | 4      |
| Talisson Glock                                                                                                   | 50 m Schmetterling S6    | 33,74 s     | 7       | 33,14 s       | 8             | 8      |
| Talisson Glock                                                                                                   | 100 m Freistil S6        | 1:12,52 min | 12      | ausgeschieden | ausgeschieden | 12     |
| Talisson Glock                                                                                                   | 400 m Freistil S6        | 5:22,52 min | 5       | 5:17,24 min   | 4             | 4      |
| Talisson Glock                                                                                                   | 200 m Lagen SM6          | 2:44,94 min | 4       | 2:41,39 min   | 3             | Bronze |
| Italo Pereira | 100 m Rücken S7          | 1:12,56 min | 2       | 1:12,48 min   | 3             | Bronze |
| Italo Pereira | 50 m Freistil S7         | 32,68 s     | 11      | ausgeschieden | ausgeschieden | 11     |
| Italo Pereira | 100 m Freistil S7        | 1:10,97 min | 13      | ausgeschieden | ausgeschieden | 13     |
| Italo Pereira | 400 m Freistil S7        | 5:18,10 min | 10      | ausgeschieden | ausgeschieden | 10     |
| Andrey Pereira Garbe                                                                                             | 100 m Rücken S9          | 1:07,21 min | 9       | ausgeschieden | ausgeschieden | 9      |
| Lucas Lamente Mozela                                                                                             | 100 m Rücken S9          | 1:07,84 min | 10      | ausgeschieden | ausgeschieden | 10     |
| Lucas Lamente Mozela                                                                                             | 100 m Brust SB9          | 1:14,54 min | 12      | ausgeschieden | ausgeschieden | 12     |
| Lucas Lamente Mozela                                                                                             | 100 m Freistil S9        | 1:00,46 min | 18      | ausgeschieden | ausgeschieden | 18     |
| Lucas Lamente Mozela                                                                                             | 200 m Lagen SM9          | 2:24,71 min | 9       | ausgeschieden | ausgeschieden | 9      |
| Andre Brasil | 100 m Rücken S10         | 1:01,08 min | 6       | 59,55 s       | 4             | 4      |
| Andre Brasil | 100 m Schmetterling S10  | 58,27 s     | 3       | 56,50 s       | 3             | Bronze |
| Andre Brasil | 50 m Freistil S10        | 24,36 s     | 5       | 23,78 s       | 4             | 4      |
| Andre Brasil | 100 m Freistil S10       | 54,53 s     | 5       | 51,37 s       | 2             | Silber |
| Andre Brasil | 400 m Freistil S10       | 4:13,34 min | 7       | 4:11,12 min   | 7             | 7      |
| Thomaz Rocha Matera                                                                                              | 100 m Rücken S12         | 1:04,19 min | 7       | 1:04,33       | 7             | 7      |
| Thomaz Rocha Matera                                                                                              | 100 m Schmetterling S13  | 58,40 s     | 4       | 58,42 s       | 6             | 6      |
| Thomaz Rocha Matera                                                                                              | 50 m Freistil S12        | 25,07 s     | 8       | 25,12 s       | 8             | 8      |
| Thomaz Rocha Matera                                                                                              | 100 m Freistil S13       | 56,10 s     | 14      | ausgeschieden | ausgeschieden | 14     |
| Thomaz Rocha Matera                                                                                              | 400 m Freistil S13       | 4:19,85 min | 8       | 4:19,62 min   | 8             | 8      |
| Thomaz Rocha Matera                                                                                              | 200 m Lagen SM13         | 2:20,02 min | 11      | ausgeschieden | ausgeschieden | 11     |
| Felipe Vila Real                                                                                                 | 100 m Rücken S14         | 1:07,62 min | 11      | ausgeschieden | ausgeschieden | 11     |
| Felipe Vila Real                                                                                                 | 100 m Brust SB14         | 1:16,87 min | 16      | ausgeschieden | ausgeschieden | 16     |
| Felipe Vila Real                                                                                                 | 200 m Freistil S14       | 2:01,11 min | 8       | 2:02,33 min   | 8             | 8      |
| Felipe Vila Real                                                                                                 | 200 m Lagen SM14         | 2:23,06 min | 17      | ausgeschieden | ausgeschieden | 17     |
| Roberto Rodriguez                                                                                                | 100 m Brust SB5          | 1:39,82 min | 4       | 1:39,06 min   | 5             | 5      |
| Roberto Rodriguez                                                                                                | 200 m Lagen SM6          | 3:17,42 min | 11      | ausgeschieden | ausgeschieden | 11     |
| Adriano de Lima                                                                                                  | 100 m Brust SB5          | 1:45,04 min | 8       | 1:46,18 min   | 8             | 8      |
| Adriano de Lima                                                                                                  | 50 m Freistil S6         | 33,92 s     | 16      | ausgeschieden | ausgeschieden | 16     |
| Adriano de Lima                                                                                                  | 100 m Freistil S6        | 1:15,13 min | 16      | ausgeschieden | ausgeschieden | 16     |
| Ruan Felipe Lima de Souza                                                                                        | 100 m Brust SB9          | 1:13,63 min | 11      | ausgeschieden | ausgeschieden | 11     |
| Guilherme Batista Silva                                                                                          | 100 m Brust SB13         | 1:12,85 min | 5       | 1:13,58 min   | 5             | 5      |
| Guilherme Batista Silva                                                                                          | 50 m Freistil S13        | 25,75 s     | 11      | ausgeschieden | ausgeschieden | 11     |
| Guilherme Batista Silva                                                                                          | 100 m Freistil S13       | 57,96 s     | 19      | ausgeschieden | ausgeschieden | 19     |
| Gabriel Cristiano Silva de Sousa                                                                                 | 100 m Schmetterling S8   | 1:08,59 min | 11      | ausgeschieden | ausgeschieden | 11     |
| Gabriel Cristiano Silva de Sousa                                                                                 | 50 m Freistil S8         | 28,24 s     | 11      | ausgeschieden | ausgeschieden | 11     |
| Vanilton Filho                                                                                                   | 100 m Schmetterling S9   | 1:05,27 min | 11      | ausgeschieden | ausgeschieden | 11     |
| Vanilton Filho                                                                                                   | 50 m Freistil S9         | 26,69 s     | 9       | ausgeschieden | ausgeschieden | 9      |
| Vanilton Filho                                                                                                   | 100 m Freistil S9        | 58,51 s     | 10      | ausgeschieden | ausgeschieden | 10     |
| Clodoaldo Silva                                                                                                  | 50 m Freistil S5         | 36,67 s     | 8       | 36,27 s       | 7             | 7      |
| Clodoaldo Silva                                                                                                  | 100 m Freistil S5        | 1:20,16 min | 7       | 1:20,80 min   | 8             | 8      |
| Ruiter Silva | 50 m Freistil S9         | 26,68 s     | 8       | 26,62 s       | 7             | 7      |
| Ruiter Silva | 100 m Freistil S9        | 57,39 s     | 5       | 57,44 s       | 5             | 5      |
| Phelipe Andrews Melo Rodrigues                                                                                   | 50 m Freistil S10        | 24,07 s     | 3       | 23,56 s       | 2             | Silber |
| Phelipe Andrews Melo Rodrigues                                                                                   | 100 m Freistil S10       | 51,96 s     | 3       | 51,48 s       | 3             | Bronze |
| Matheus Sousa | 50 m Freistil S11        | 27,74 s     | 10      | ausgeschieden | ausgeschieden | 10     |
| Matheus Sousa | 100 m Freistil S11       | 1:00,17 min | 3       | 59,80 s       | 5             | 5      |
| Matheus Sousa | 400 m Freistil S11       | —           | —       | 4:41,05 min   | 3             | Bronze |
| Carlos Farrenberg                                                                                                | 50 m Freistil S13        | 24,41 s     | 2       | 24,17 s       | 2             | Silber |
| Carlos Farrenberg                                                                                                | 100 m Freistil S13       | 53,63 s     | 4       | 53,81 s       | 5             | 5      |
| Caio Oliveira | 100 m Freistil S8        | 1:02,99 min | 12      | ausgeschieden | ausgeschieden | 12     |
| Caio Oliveira | 400 m Freistil S8        | 4:40,64 min | 3       | 4:33,97 min   | 4             | 4      |
| Daniel Dias Andre Brasil Phelipe Andrews Melo Rodrigues Ruiter Silva                                             | 4 × 100 m Freistil 34 pt | —           | —       | 3:48,98 min   | 2             | Silber |
| Daniel Dias Andre Brasil Phelipe Andrews Melo Rodrigues Ruan Felipe Lima de Souza                                | 4 × 100 m Lagen 34 pt    | —           | —       | 4:17,51 min   | 3             | Bronze |
| Frauen |                          |             |         |               |               |        |
| Maiara Regina Pereira Barreto                                                                                    | 50 m Rücken S3           | 1:05,94 min | 6       | 1:01,65 min   | 7             | 7      |
| Maiara Regina Pereira Barreto                                                                                    | 100 m Freistil S3        | 2:16,80 min | 8       | 2:11,54 min   | 8             | 8      |
| Edenia Garcia | 50 m Rücken S4           | 54,59 s     | 5       | 55,50 s       | 7             | 7      |
| Cecilia Jeronimo de Araujo                                                                                       | 100 m Rücken S8          | 1:26,63 min | 13      | ausgeschieden | ausgeschieden | 13     |
| Cecilia Jeronimo de Araujo                                                                                       | 100 m Freistil S8        | 1:09,73 min | 5       | 1:09,83 min   | 6             | 6      |
| Cecilia Jeronimo de Araujo                                                                                       | 400 m Freistil S8        | 5:26,27 min | 11      | ausgeschieden | ausgeschieden | 11     |
| Camille Cruz | 100 m Rücken S9          | 1:20,20 min | 12      | ausgeschieden | ausgeschieden | 12     |
| Camille Cruz | 50 m Freistil S9         | 31,68 s     | 17      | ausgeschieden | ausgeschieden | 17     |
| Camille Cruz | 100 m Freistil S9        | 1:06,49 min | 12      | ausgeschieden | ausgeschieden | 12     |
| Camille Cruz | 400 m Freistil S9        | 5:09,24 min | 10      | ausgeschieden | ausgeschieden | 10     |
| Mariana Ribeiro                                                                                                  | 100 m Rücken S10         | 1:12,34 min | 7       | 1:11,03 min   | 6             | 6      |
| Mariana Ribeiro                                                                                                  | 50 m Freistil S10        | 29,02 s     | 7       | 29,30 s       | 7             | 7      |
| Mariana Ribeiro                                                                                                  | 100 m Freistil S10       | 1:02,84 min | 6       | 1:02,75 min   | 6             | 6      |
| Susana Ribeiro                                                                                                   | 100 m Brust SB5          | 1:57,42 min | 10      | ausgeschieden | ausgeschieden | 10     |
| Susana Ribeiro                                                                                                   | 50 m Freistil S5         | 42,92 s     | 10      | ausgeschieden | ausgeschieden | 10     |
| Susana Ribeiro                                                                                                   | 200 m Freistil S5        | 3:19,03 min | 9       | ausgeschieden | ausgeschieden | 9      |
| Susana Ribeiro                                                                                                   | 200 m Lagen SM5          | 3:48,59 min | 7       | 3:50,69 min   | 7             | 7      |
| Regiane Nunes Silva                                                                                              | 100 m Rücken S11         | 1:28,35 min | 11      | ausgeschieden | ausgeschieden | 11     |
| Regiane Nunes Silva                                                                                              | 50 m Freistil S11        | 33,74 s     | 11      | ausgeschieden | ausgeschieden | 11     |
| Regiane Nunes Silva                                                                                              | 100 m Freistil S11       | 1:15,47 min | 10      | ausgeschieden | ausgeschieden | 10     |
| Regiane Nunes Silva                                                                                              | 400 m Freistil S11       | 5:47,84 min | 10      | ausgeschieden | ausgeschieden | 10     |
| Raquel Viel | 100 m Rücken S12         | —           | —       | 1:15,24 min   | 4             | 4      |
| Raquel Viel | 100 m Brust SB13         | 1:26,51 min | 12      | ausgeschieden | ausgeschieden | 12     |
| Raquel Viel | 50 m Freistil S12        | 31,87 s     | 9       | ausgeschieden | ausgeschieden | 9      |
| Patricia Pereira dos Santos                                                                                      | 50 m Brust SB3           | 1:07,38 min | 7       | 1:07,42 min   | 5             | 5      |
| Patricia Pereira dos Santos                                                                                      | 50 m Freistil S4         | 44,10 s     | 5       | 43,92 s       | 6             | 6      |
| Rildene Firmino                                                                                                  | 50 m Brust SB3           | 1:07,66 min | 8       | 1:08,59 min   | 8             | 8      |
| Rildene Firmino                                                                                                  | 150 m Lagen SM4          | 3:34,63 min | 10      | ausgeschieden | ausgeschieden | 10     |
| Veronica Almeida                                                                                                 | 100 m Brust SB7          | 1:42,88 min | 7       | 1:42,41 min   | 7             | 7      |
| Veronica Almeida                                                                                                 | 50 m Schmetterling S7    | 38,98 s     | 7       | 39,51 s       | 8             | 8      |
| Veronica Almeida                                                                                                 | 200 m Lagen SM7          | 3:22,27 min | 7       | DSQ           | DSQ           | 8      |
| Beatriz Carneiro                                                                                                 | 100 m Brust SB14         | 1:22,31 min | 5       | 1:21,66 min   | 5             | 5      |
| Beatriz Carneiro                                                                                                 | 200 m Freistil S14       | 2:27,11 min | 10      | ausgeschieden | ausgeschieden | 10     |
| Joana Maria Silva                                                                                                | 50 m Schmetterling S5    | 51,56 s     | 8       | 47,51 s       | 6             | 6      |
| Joana Maria Silva                                                                                                | 50 m Freistil S5         | 37,22 s     | 1       | 37,13 s       | 2             | Silber |
| Joana Maria Silva                                                                                                | 100 m Freistil S5        | 1:24,57 min | 5       | 1:23,21 min   | 3             | Bronze |
| Joana Maria Silva                                                                                                | 200 m Freistil S5        | 3:12,16 min | 6       | 3:12,73 min   | 6             | 6      |
| Veronica Almeida Joana Maria Silva Camille Cruz Mariana Ribeiro                                                  | 4 × 100 m Freistil 34 pt | —           | —       | 4:56,39 min   | 7             | 7      |
| Mixed |                          |             |         |               |               |        |
| Daniel Dias Clodoaldo Silva Joana Maria Silva Susana Ribeiro Vorlauf: Talisson Glock Patricia Pereira dos Santos | 4 × 50 m Freistil 20 pt  | 2:33,94 min | 2       | 2:25,45 min   | 2             | Silber |

### Triathlon
| Athleten        | Klasse | Zeit      | Rang |
| --------------- | ------ | --------- | ---- |
| Männer          |        |           |      |
| Fernando Rocha  | PT1    | 1:06:51 h | 7    |
| Frauen          |        |           |      |
| Ana Raquel Lins | PT4    | 1:21:24 h | 11   |

### Tischtennis
| Athleten                                                           | Wettbewerb       | Gruppenphase      | Gruppenphase | Achtelfinale  | Achtelfinale  | Viertelfinale          | Viertelfinale | Halbfinale    | Halbfinale    | Finale        | Finale        | Rang |
| Athleten                                                           | Wettbewerb       | Gegner            | Erg.         | Gegner        | Erg.          | Gegner                 | Erg.          | Gegner        | Erg.          | Gegner        | Erg.          | Rang |
| ------------------------------------------------------------------ | ---------------- | ----------------- | ------------ | ------------- | ------------- | ---------------------- | ------------- | ------------- | ------------- | ------------- | ------------- | ---- |
| Männer                                                             |                  |                   |              |               |               |                        |               |               |               |               |               |      |
| Aloisio Lima                                                       | Einzel C1        | Lee C.-h.         | 0:3          | —             | —             | ausgeschieden          | ausgeschieden | ausgeschieden | ausgeschieden | ausgeschieden | ausgeschieden | 9    |
| Aloisio Lima                                                       | Einzel C1        | P. Davies         | 2:3          | —             | —             | ausgeschieden          | ausgeschieden | ausgeschieden | ausgeschieden | ausgeschieden | ausgeschieden | 9    |
| Iranildo Espindola                                                 | Einzel C2        | R. Czuper         | 0:3          | ausgeschieden | ausgeschieden | ausgeschieden          | ausgeschieden | ausgeschieden | ausgeschieden | ausgeschieden | ausgeschieden | 11   |
| Iranildo Espindola                                                 | Einzel C2        | Gao Y.            | 2:3          | ausgeschieden | ausgeschieden | ausgeschieden          | ausgeschieden | ausgeschieden | ausgeschieden | ausgeschieden | ausgeschieden | 11   |
| Guilherme Marciao da Costa                                         | Einzel C2        | J. Riapos         | 0:3          | ausgeschieden | ausgeschieden | ausgeschieden          | ausgeschieden | ausgeschieden | ausgeschieden | ausgeschieden | ausgeschieden | 11   |
| Guilherme Marciao da Costa                                         | Einzel C2        | Kim K.-m.         | 0:3          | ausgeschieden | ausgeschieden | ausgeschieden          | ausgeschieden | ausgeschieden | ausgeschieden | ausgeschieden | ausgeschieden | 11   |
| David Andrade de Freitas                                           | Einzel C3        | Kim J.-s.         | 0:3          | ausgeschieden | ausgeschieden | ausgeschieden          | ausgeschieden | ausgeschieden | ausgeschieden | ausgeschieden | ausgeschieden | 17   |
| David Andrade de Freitas                                           | Einzel C3        | G. Copola         | 0:3          | ausgeschieden | ausgeschieden | ausgeschieden          | ausgeschieden | ausgeschieden | ausgeschieden | ausgeschieden | ausgeschieden | 17   |
| Welder Knaf                                                        | Einzel C3        | V. Sjoqvist       | 3:0          | G. Copola     | 3:1           | T. Schmidberger        | 0:3           | ausgeschieden | ausgeschieden | ausgeschieden | ausgeschieden | 5    |
| Welder Knaf                                                        | Einzel C3        | Zhai X.           | 2:3          | G. Copola     | 3:1           | T. Schmidberger        | 0:3           | ausgeschieden | ausgeschieden | ausgeschieden | ausgeschieden | 5    |
| Claudiomiro Segatto                                                | Einzel C5        | V. Baus           | 0:3          | Lin Y.-H.     | 3:2           | ausgeschieden          | ausgeschieden | ausgeschieden | ausgeschieden | ausgeschieden | ausgeschieden | 9    |
| Claudiomiro Segatto                                                | Einzel C5        | J. Hunter-Spivey  | 3:2          | Lin Y.-H.     | 3:2           | ausgeschieden          | ausgeschieden | ausgeschieden | ausgeschieden | ausgeschieden | ausgeschieden | 9    |
| Israel Pereira Stroh                                               | Einzel C7        | W. Bayley         | 3:1          | M. Popov      | 3:2           | M. Nikolenko           | 3:1           | Yan S.        | 3:1           | W. Bayley     | 1:3           |      |
| Israel Pereira Stroh                                               | Einzel C7        | Liao K.           | 1:3          | M. Popov      | 3:2           | M. Nikolenko           | 3:1           | Yan S.        | 3:1           | W. Bayley     | 1:3           |      |
| Paulo Salmin                                                       | Einzel C7        | J.-P. Montanus    | 2:3          | ausgeschieden | ausgeschieden | ausgeschieden          | ausgeschieden | ausgeschieden | ausgeschieden | ausgeschieden | ausgeschieden | 11   |
| Paulo Salmin                                                       | Einzel C7        | S. Youssef        | 1:3          | ausgeschieden | ausgeschieden | ausgeschieden          | ausgeschieden | ausgeschieden | ausgeschieden | ausgeschieden | ausgeschieden | 11   |
| Luiz Filipe Guarnieri Manara                                       | Einzel C8        | A. Csonka         | 0:3          | ausgeschieden | ausgeschieden | ausgeschieden          | ausgeschieden | ausgeschieden | ausgeschieden | ausgeschieden | ausgeschieden | 13   |
| Luiz Filipe Guarnieri Manara                                       | Einzel C8        | L. Karlsson       | 2:3          | ausgeschieden | ausgeschieden | ausgeschieden          | ausgeschieden | ausgeschieden | ausgeschieden | ausgeschieden | ausgeschieden | 13   |
| Diego Moreira                                                      | Einzel C9        | Zhao Y.           | 1:3          | ausgeschieden | ausgeschieden | ausgeschieden          | ausgeschieden | ausgeschieden | ausgeschieden | ausgeschieden | ausgeschieden | 11   |
| Diego Moreira                                                      | Einzel C9        | M. Amine Kalem    | 3:2          | ausgeschieden | ausgeschieden | ausgeschieden          | ausgeschieden | ausgeschieden | ausgeschieden | ausgeschieden | ausgeschieden | 11   |
| Carlos Carbinatti                                                  | Einzel C10       | J. Ruiz Reyes     | 0:3          | ausgeschieden | ausgeschieden | ausgeschieden          | ausgeschieden | ausgeschieden | ausgeschieden | ausgeschieden | ausgeschieden | 11   |
| Carlos Carbinatti                                                  | Einzel C10       | K. Gardos         | 3:2          | ausgeschieden | ausgeschieden | ausgeschieden          | ausgeschieden | ausgeschieden | ausgeschieden | ausgeschieden | ausgeschieden | 11   |
| Iranildo Espindola Aloisio Lima Guilherme Marciao da Costa         | Mannschaft C1-2  | —                 | —            | —             | —             | Vereinigtes Königreich | 2:0           | Frankreich    | 0:2           | Slowakei      | 2:1           |      |
| Welder Knaf David Andrade de Freitas                               | Mannschaft C3    | —                 | —            | —             | —             | Südkorea               | 2:0           | Deutschland   | 0:2           | Thailand      | 0:2           | 4    |
| Paulo Salmin Israel Pereira Stroh Luiz Filipe Guarnieri Manara     | Mannschaft C6-8  | —                 | —            | Spanien       | 1:2           | ausgeschieden          | ausgeschieden | ausgeschieden | ausgeschieden | ausgeschieden | ausgeschieden | 9    |
| Carlos Carbinatti Diego Moreira                                    | Mannschaft C9-10 | —                 | —            | —             | —             | Frankreich             | 0:2           | ausgeschieden | ausgeschieden | ausgeschieden | ausgeschieden | 5    |
| Frauen                                                             |                  |                   |              |               |               |                        |               |               |               |               |               |      |
| Catia Cristina da Silva Oliveira                                   | Einzel C1-2      | Seo Su-yeon       | 0:3          | —             | —             | ausgeschieden          | ausgeschieden | ausgeschieden | ausgeschieden | ausgeschieden | ausgeschieden | 9    |
| Catia Cristina da Silva Oliveira                                   | Einzel C1-2      | C. Podda          | 2:3          | —             | —             | ausgeschieden          | ausgeschieden | ausgeschieden | ausgeschieden | ausgeschieden | ausgeschieden | 9    |
| Thais Fraga Severo                                                 | Einzel C3        | A. Kanova         | 1:3          | ausgeschieden | ausgeschieden | ausgeschieden          | ausgeschieden | ausgeschieden | ausgeschieden | ausgeschieden | ausgeschieden | 13   |
| Thais Fraga Severo                                                 | Einzel C3        | Yoon J.           | 0:3          | ausgeschieden | ausgeschieden | ausgeschieden          | ausgeschieden | ausgeschieden | ausgeschieden | ausgeschieden | ausgeschieden | 13   |
| Joyce Oliveira                                                     | Einzel C4        | B. Peric-Rankovic | 0:3          | —             | —             | ausgeschieden          | ausgeschieden | ausgeschieden | ausgeschieden | ausgeschieden | ausgeschieden | 9    |
| Joyce Oliveira                                                     | Einzel C4        | W. Jai-On         | 2:3          | —             | —             | ausgeschieden          | ausgeschieden | ausgeschieden | ausgeschieden | ausgeschieden | ausgeschieden | 9    |
| Jennyfer Marques Parinos                                           | Einzel C9        | N. Kavas          | 0:3          | —             | —             | —                      | —             | ausgeschieden | ausgeschieden | ausgeschieden | ausgeschieden | 7    |
| Jennyfer Marques Parinos                                           | Einzel C9        | Liu Meng          | 0:3          | —             | —             | —                      | —             | ausgeschieden | ausgeschieden | ausgeschieden | ausgeschieden | 7    |
| Jennyfer Marques Parinos                                           | Einzel C9        | Lei Lina          | 0:3          | —             | —             | —                      | —             | ausgeschieden | ausgeschieden | ausgeschieden | ausgeschieden | 7    |
| Danielle Rauen                                                     | Einzel C9        | Xiong G.          | 3:2          | —             | —             | —                      | —             | Lei Lina      | 0:3           | K. Pek        | 2:3           | 4    |
| Danielle Rauen                                                     | Einzel C9        | L. Kramm          | 3:0          | —             | —             | —                      | —             | Lei Lina      | 0:3           | K. Pek        | 2:3           | 4    |
| Danielle Rauen                                                     | Einzel C9        | K. Pek            | 1:3          | —             | —             | —                      | —             | Lei Lina      | 0:3           | K. Pek        | 2:3           | 4    |
| Bruna Costa Alexandre                                              | Einzel C10       | A. McDonnell      | 3:0          | —             | —             | —                      | —             | N. Partyka    | 2:3           | S. Walloe     | 3:0           |      |
| Bruna Costa Alexandre                                              | Einzel C10       | Yang Qian         | 0:3          | —             | —             | —                      | —             | N. Partyka    | 2:3           | S. Walloe     | 3:0           |      |
| Bruna Costa Alexandre                                              | Einzel C10       | M. Lucic          | 3:0          | —             | —             | —                      | —             | N. Partyka    | 2:3           | S. Walloe     | 3:0           |      |
| Joyce Oliveira Catia Cristina da Silva Oliveira Thais Fraga Severo | Mannschaft C4-5  | —                 | —            | —             | —             | Südkorea               | 0:2           | ausgeschieden | ausgeschieden | ausgeschieden | ausgeschieden | 5    |
| Danielle Rauen Jennyfer Marques Parinos Bruna Costa Alexandre      | Mannschaft C6-10 | —                 | —            | —             | —             | Deutschland            | 2:0           | Polen         | 0:2           | Australien    | 2:0           |      |